# Homo orcus - Une seconde humanité
Homo orcus - Une seconde humanité est un faux documentaire réalisé en 2010 par les Bordelais Éric Audinet et Patrick Glotin. Le premier dirige les Éditions Confluences, tandis que le second est un documentariste spécialisé dans les thèmes de la nature,.
Homo orcus, d'après Orcus, divinité des Enfers dans le panthéon romain, est un canular monté pour ce docu-fiction diffusé sur la chaîne Planète+ le 1er avril 2011, concernant un hominidé qui vivrait actuellement dans les grandes forêts d'Europe. D'après ce documentaire, l'espèce aurait été répertoriée en 1998 par Delson et Flinkenstein, deux prétendus paléontologues allemands de l’université d'Heidelberg, à partir d'une mandibule d'hominidé mise au jour dans le massif de la Forêt-Noire et reliée à un fragment de chair retrouvé en 2008 par des chasseurs en forêt d'Iraty (France, Pyrénées-Atlantiques) après les supposées analyses de l'ADN des deux pièces. Les scientifiques interrogés dans ce documentaire émettent l'hypothèse qu'Homo orcus serait originaire d'Asie et aurait migré en Europe depuis 1 500 ans environ, en suivant les invasions barbares. Les prétendues observations montreraient que le régime alimentaire de l'espèce l'orienterait vers la chasse à l'affût de jeunes mammifères dont il prélèverait le thymus. Toujours d'après ce documentaire, l’histoire des populations de cette espèce et sa biologie la rendraient à l'origine de mythes et de légendes populaires ou littéraires, tels que les hommes sauvages et les ogres.

## Liste des scientifiques interrogés dans le documentaire
- Josué Feingold, consultant à la Consultation de Génétique Clinique (Département de Génétique, Cytogénétique), Hôpital Pitié-Salpêtrière, et au service de Neurologie de l’Hôpital Saint-Vincent-de-Paul, Paris. De 1976 à 1999, Dr Feingold a dirigé l'Unité de Recherche de Génétique Épidémiologique de l'Unité INSERM U155. Depuis 1999, il est Directeur de Recherches émérites à l'INSERM[6].
- Marylène Patou-Mathis, Directeur de recherches au CNRS, responsable de l’Unité d’Archéozoologie du Laboratoire de Préhistoire du Muséum National d'Histoire naturelle et responsable des collections ostéologiques (faune) de l'Institut de Paléontologie Humaine[7].
- Pierre Darlu, directeur de recherche au CNRS, Éco-anthropologie et Ethnobiologie[8].
- Jean-Guillaume Bordes, préhistorien, Maître de Conférences à l'Université de Bordeaux 1[9].